# Claude Michely
Claude Michely (ur. 8 października 1959 w Esch-sur-Alzette, zm. 1 listopada 2023) – luksemburski kolarz przełajowy i szosowy, brązowy medalista przełajowych mistrzostw świata.

## Kariera
Największy sukces w karierze Claude Michely osiągnął w 1985 roku, kiedy zdobył brązowy medal w kategorii elite podczas przełajowych mistrzostw świata w Monachium. W zawodach tych wyprzedzili go jedynie jego rodak Klaus-Peter Thaler z RFN oraz Holender Adrie van der Poel. Był to jednak jedyny medal wywalczony przez niego na międzynarodowej imprezie tej rangi. Był też między innymi dziesiąty w tej samej kategorii na rozgrywanych dwa lata wcześniej mistrzostwach świata w Mladej Boleslav. Wielokrotnie zdobywał mistrzostwo kraju. Startował także w kolarstwie szosowym, zdobywając między innymi mistrzostwo Luksemburga amatorów w latach 1980 i 1982 oraz zawodowców w latach 1984-1985. Nigdy nie wystąpił na igrzyskach olimpijskich.